# Jaderná elektrárna Olkiluoto
Jaderná elektrárna Olkiluoto (finsky Olkiluodon ydinvoimala) je jednou ze dvou finských jaderných elektráren. Nachází se na ostrově Olkiluoto v Botnickém zálivu, asi 25 km severně od města Rauma. Elektrárna provozuje tři jaderné reaktory. Nedaleko elektrárny se nachází hlubinné úložiště radioaktivního odpadu Onkalo.

## Historie a technické informace

### Počátky
Výstavba jaderné elektrárny a prvního bloku byla zahájena počátkem roku 1974, druhého bloku v září 1975. Elektrárnu postavila švédská firma ABB s využitím vlastních technologií. První energetická jednotka byla připojena k národní energetické síti v září 1978, druhá v únoru 1980.
Při rekonstrukci v letech 1983 až 1984 byl výkon reaktorů zvýšen na 710 MW, byl proveden tzv. „uprate“. V letech 1995 až 1998 byla provedena další modernizace, při které byl výkon obou bloků zvýšen na 840 MW. Při třetí modernizaci v letech 2005 až 2006 byl výkon obou jednotek zvýšen na 860 MW. V letech 2010 až 2011 byl při generální opravě stanice navýšen výkon obou reaktorů o dalších 20 MW na 880 MW. Nakonec v letech 2017 až 2018 byla poslední modernizace, která navýšila kapacitu každého z reaktorů na čistý výkon 890 MW a hrubý výkon 920 MW.
V provozu jsou dva varné jaderné reaktory BWR-2500 o výkonu 890 MW čistých a 920 MW hrubých. Třetí reaktor tlakovodní koncepce typu EPR firmy Areva s čistým výkonem 1600 MW a hrubým 1660 MW byl od roku 2005 ve výstavbě a od roku 2022 ve fázi fyzického spouštění. Elektrárna je provozována firmou Teollisuuden Voima, která je součástí společnosti Pohjolan Voima.

### Výstavba 3. a 4. bloku

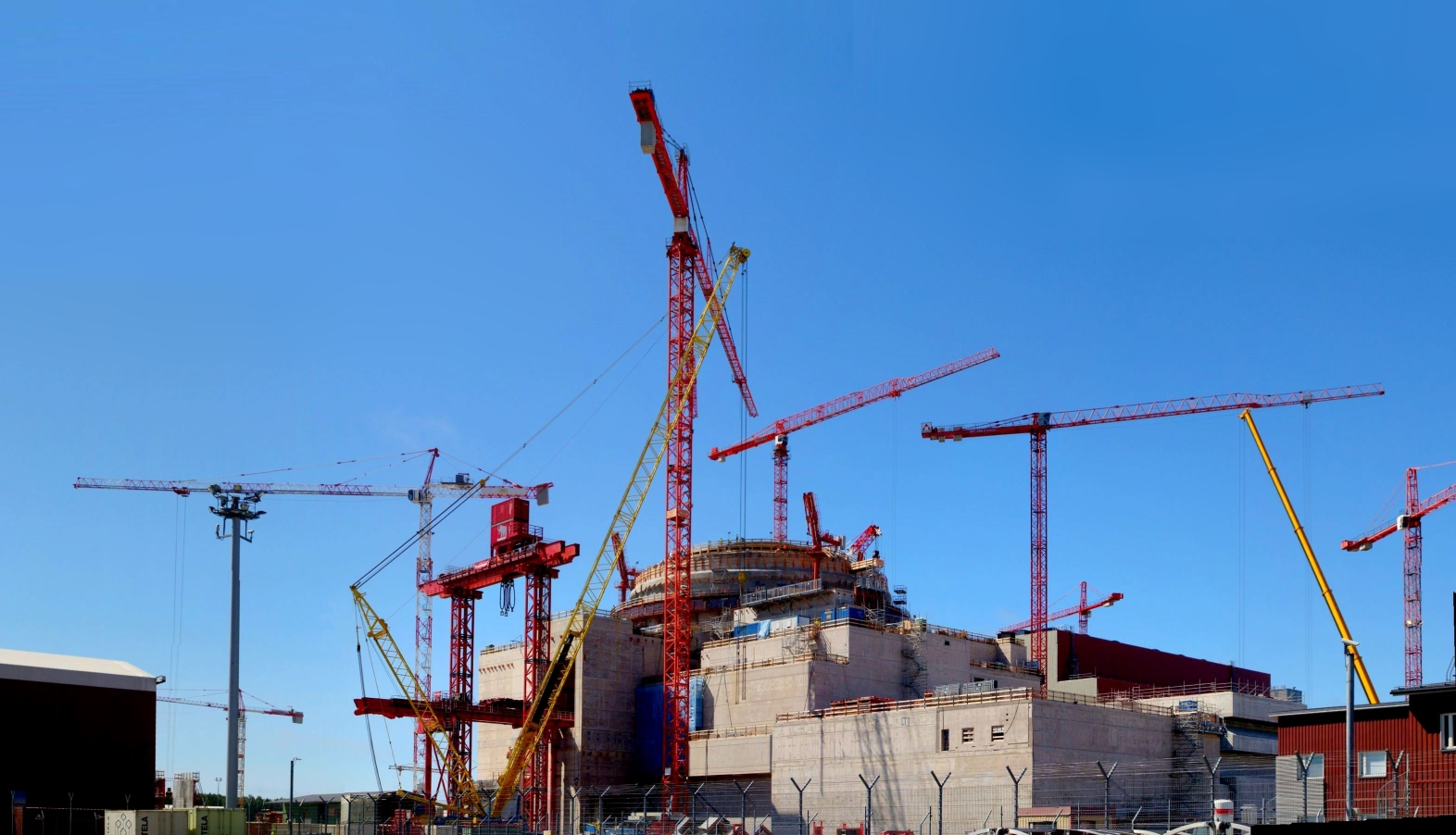
Stav výstavby Olkiluoto-3 v roce 2010

Původně se zvažovalo vybudovat další reaktor v elektrárně Kopparnäs, ale Olkiluoto bylo vybráno jako alternativní místo. Pro třetí blok byla vybrána společnost Areva a zvolený typ reaktoru byl EPR-1600. Podle původního harmonogramu měl třetí blok dodávat elektřinu v květnu 2009, ale manažer projektu Jouni Silvenoinen oznámil, že termín spuštění byl odložen na červen 2012.
V létě roku 2012 došlo k dalšímu odložení termínu dokončení stavby, kdy bylo jasné, že elektrárna nejspíš nezačne dodávat energii ani do konce roku 2014. Podle údajů Arevy a provozovatele Teollisuuden Voima z února 2014 neměla elektrárna být dokončena ani do konce roku 2018.
21. prosince roku 2021 ve 3:22 ráno byl dosažen první kritický stav v reaktoru Olkiluoto 3.
Dne 12. března 2022 v 11:00 SEČ byl reaktor připojen k národní síti (103 MW) a zahájil oficiálně dodávat energii do sítě. Stalo se tak s dvanáctiletým zpožděním.
Reaktor má dodávat 14 % elektřiny v zemi.
Finská jaderná elektrárna Olkiluoto 3 byla tímto po 16 letech stavby spuštěna, prodlužování termínů stavby je příčinou ztrojnásobení ceny. Po dlouhých 14 letech jde tak o další spuštěnou jadernou elektrárnu v Evropě (po bloku Cernavodă-2 v Rumunsku v roce 2007).
Dlouhou dobu bylo v plánu postavit v JE Olkiluoto i čtvrtý jaderný reaktor. V důsledku problémů s dostavbou třetího reaktoru však finský provozovatel od záměru vybudovat JE Olkiluoto 4 prozatím odstoupil.  Turbogenerátor v bloku č. 3 dokáže generovat až 2000 MW. To znamená, že v budoucnu je možné zvýšit výkon bloku až na úroveň blízké tomuto číslu. Reaktor přešel do komerčního provozu dne 1. května 2023.

## Informace o reaktorech
| Reaktor     | Typ reaktoru | Výkon   | Výkon   | Zahájení výstavby | Připojení k síti | Uvedení do provozu | Uzavření |
| Reaktor     | Typ reaktoru | Čistý   | Hrubý   | Zahájení výstavby | Připojení k síti | Uvedení do provozu | Uzavření |
| ----------- | ------------ | ------- | ------- | ----------------- | ---------------- | ------------------ | -------- |
| Olkiluoto-1 | BWR-2500     | 890 MW  | 920 MW  | 1. 2. 1974        | 2. 9. 1978       | 10. 10. 1979       | 2038     |
| Olkiluoto-2 | BWR-2500     | 890 MW  | 920 MW  | 1. 11. 1975       | 18. 2. 1980      | 10. 7. 1982        | 2038     |
| Olkiluoto-3 | EPR-1600     | 1600 MW | 1660 MW | 12. 8. 2005       | 12. 3. 2022      | 16. 4. 2023        |          |